# Albert Pobor
Albert Pobor (sinh ngày 29 tháng 5 năm 1956 - mất ngày 3 tháng 3 năm 2022) là một huấn luyện viên và cựu cầu thủ bóng đá người Croatia.

## Sự nghiệp Huấn luyện viên
Albert Pobor đã dẫn dắt Cerezo Osaka, Hrvatski Dragovoljac, Segesta Sisak, Vrbovec và Brežice 1919.